# Oswald Weinhart
Oswald Weinhart (* 11. Oktober 1840 in Weilheim; † 18. Juni 1899 ebenda) war ein deutscher Politiker. Er war von 1881 an Bürgermeister von Weilheim und ab 1893 als Mitglied des Zentrums Abgeordneter der Zweiten Kammer des Bayerischen Landtags.
Nach dem Besuch der Volksschule in Weilheim von 1846 bis 1852 arbeitete Weinhart dort fünf Jahre lang als Sattler und Tapezierer. Danach ging er auf Wanderschaft, die in nach Österreich-Ungarn, Siebenbürgen, Württemberg und Norddeutschland führte. Von 1862 bis 1868 diente er als Unteroffizier in der bayerischen Armee. Ab 1870 baute er sich in seiner Geburtsstadt ein Tapeziergeschäft mit Wagenfabrik auf, aus dem er sich 1886 ins Privatleben zurückzog.
1881 wurde er zum Bürgermeister von Weilheim gewählt. Bei den Wahlen vom 5./12. Juli 1893 wurde er mit 165 Wahlmännerstimmen für den Kreis Weilheim 1 in den XXXII. Bayerischen Landtag gewählt.

## Quelle
- Joseph Kürschner: Der Bayerische Landtag 1893–1899
- Oswald Weinhart in der Parlamentsdatenbank des Hauses der Bayerischen Geschichte in der Bavariathek

| Personendaten    | Personendaten       |
| ---------------- | ------------------- |
| NAME             | Weinhart, Oswald    |
| KURZBESCHREIBUNG | deutscher Politiker |
| GEBURTSDATUM     | 11. Oktober 1840    |
| GEBURTSORT       | Weilheim            |
| STERBEDATUM      | 18. Juni 1899       |
| STERBEORT        | Weilheim            |